# Dr. Flori
Dr. Flori (* 28. Februar 1979 als Florian Kondi; † 17. November 2014 in Tirana) war ein albanischer Sänger, Liedtexter und Rapper. Er war Kopf des Rap-Trios West Side Family, dem noch Roland „Landi“ Hysi und Armir „Miri“ Shahini angehörten. Von ihrem Song Tirona (2004) entstand die in der albanischen Hauptstadt Tirana viel verwendete Redewendung Gjithçka mund të ndodhë, jetojmë në Tironë. (Alles kann passieren, wir leben in Tirana.)

## Leben
Dr. Flori begann seine Musikkarriere im Rap-Trio von West Side Family. Die drei jungen Männer waren ehemalige Klassenkameraden und landeten mit ihren Songs wie Kena Lind për Qef, Hou Çike oder Tirona einen Hit nach dem anderen. In Tirona trat auch der damalige Bürgermeister von Tirana und spätere Ministerpräsident Edi Rama auf. 2009 komponierte West Side Family den offiziellen Wahlkampfsong der Sozialisten, Çohu (Steh auf).
Danach war Dr. Flori vor allem als Solokünstler aktiv. Auch als Gastmusiker war er gern gesehen und komponierte Lieder zusammen mit Ermal Mamaqi und Aurela Gaçe.

## Tod
Am Morgen des 17. November 2014 wurde Dr. Flori leblos in das Universitäre Zentrumskrankenhaus „Mutter Teresa“ in Tirana eingeliefert. Laut Angaben der Ärzte war eine sehr hohe Dosis narkotischer Substanzen in seinem Blut gefunden worden. Der 35-Jährige hinterließ eine siebenjährige Tochter, einen zweiwöchigen Sohn und seine Ehefrau.

## Diskographie (Auswahl)

### Singles bei West Side Family
- 2009: Çohu
- 2009: Jehonë (feat. Aurela Gaçe)
- 2004: Tirona
- 2004: Mesazh
- 2003: Hou Çike
- 2003: Kena Lind për Qef

### Singles solo
- 2014: Toke Toke
- 2012: Pasion (feat. Fatima)
- 2011: Ça Na Ke

### Singles als Gastmusiker
- 2014: Mos Pi Mall, Bëj Palestër (mit Ermal Mamaqi)
- 2013: Ku Ka Si Tirona (mit Ermal Mamaqi)
- 2013: Do të Vij të Dielën (mit Ermal Mamaqi)
- 2013: Të Ndarë (mit Poni)
- 2010: Origjinale (mit Aurela Gaçe und Marsel)